# Te-aștept să vii
Te-aștept să vii este un cântec românesc de muzică ușoară, cunoscut în interpretarea cântăreței Mirabela Dauer. Apărut prima oară în 1987 pe discul cu același nume, cântecul a fost compus de Ionel Tudor pe un text de Andreea Andrei. Piesa mai este cunoscută sub titlul Fotoliul din odaie și este considerată unul dintre cele mai mari șlagăre ale Mirabelei Dauer.

## Scrierea piesei
Piesa se numără printre cele câteva încredințate Mirabelei Dauer de către compozitorul Ionel Tudor și textiera Andreea Andrei, soția acestuia. La realizarea unei piese, cuplul avea obiceiul de a concepe mai întâi muzica; totuși, în cazul lui „Te-aștept să vii” au fost mai întâi redactate versurile. Pentru a le da un caracter particular, textiera a folosit imagini mai puțin frecvente în epocă, precum „fotoliul din odaie” și „o ultimă țigară”. Temându-se că versurile ar putea fi cenzurate la vizionare, Andreea Andrei a pregătit și un text de rezervă, însă vizionarea s-a petrecut fără incidente.

## Primirea de către public
„Melodia se cânta peste tot. La nunți, la botezuri, la petreceri, chiar și la înmormântări – o interpreta fanfara. Pe stadioane, în pauzele dintre reprizele de fotbal era cântată de spectatori.”—Andreea Andrei, autoarea textului 

## Alte versiuni
Pe discul Floare albă, floare albastră (2007), realizat în colaborare cu interpretul și compozitorul Raoul, se află un remix al piesei și o versiune pentru karaoke (negativ).

## Alte interpretari
In 2013, Paolo Laganá interpreteaza piesa in galele live de la X Factor Romania, sezonul 3. 

## Discografie selectivă
În continuare este menționată o parte din discurile pe care figurează piesa:

### Discuri LP
- Te-aștept să vii (1987, Electrecord EDE 03295[1])

### Compact discuri
- Te iubesc, iubirea mea (1996, Electrecord EDC 203[5])
- Te-aștept să vii (2006, Electrecord EDC 707[6])
- Floare albă, floare albastră (2007, Euromusic)